# Kilham (East Riding of Yorkshire)
Kilham – wieś w Anglii, w hrabstwie East Riding of Yorkshire. Leży 36 km na północ od miasta Hull i 285 km na północ od Londynu. W 2001 miejscowość liczyła 1010 mieszkańców.